# Little Braxted
Little Braxted is een civil parish in het bestuurlijke gebied Maldon in het Engelse graafschap Essex. In 2001 telde het dorp 128 inwoners. Het dorp heeft een kerk.